# Ben Mendelsohn
Paul Benjamin (Ben) Mendelsohn (Melbourne, 3 april 1969) is een Australisch acteur.

## Biografie
Ben Mendelsohn werd geboren in Melbourne (Australië) als de zoon van Frederick Arthur Oscar Mendelsohn en Carole Ann Ferguson. Zijn vader is een onderzoeker aan het Florey Institute of Neuroscience and Mental Health in Melbourne, zijn moeder was een verpleegster. Samen met zijn twee broers, Tom en David, en zijn moeder woonde hij een lange tijd in Europa en de Verenigde Staten. Nadien keerde hij terug naar Melbourne, waar hij naar de highschool ging. In 2012 huwde Mendelsohn met de Brits-Amerikaanse journaliste Emma Forrest.
In 2009 ging Mendelsohn in het Australische tv-programma Who Do You Think You Are? op zoek naar zijn voorvader, die tot een joodse familie behoorde. In het programma werd ook bevestigd dat hij geen familie was van de bekende componist Felix Mendelssohn. Wel werd ontdekt dat zijn roots in Pruisen liggen.
Mendelsohn, die tijdens de highschool dramalessen volgde, begon zijn tv-carrière in de jaren 1980 met kleine rollen in Australische series als Neighbours, A Country Practice, The Flying Doctors en The Henderson Kids. In 1987 brak hij door met de film The Year My Voice Broke. Voor zijn vertolking in die prent won hij een AFI Award in de categorie voor beste bijrol.
Na de eeuwwisseling brak Mendelsohn ook door in Hollywood. In 2005 had hij een kleine rol in The New World van regisseur Terrence Malick, drie jaar later was hij te zien aan de zijde van zijn landgenoten Nicole Kidman en Hugh Jackman in Australia, dat over een productiebudget van 130 miljoen dollar beschikte. In 2009 vertolkte hij een professor in de sciencefictionfilm Knowing.
In 2010 speelde hij de hoofdrol in de Australische misdaaddrama Animal Kingdom. Voor zijn vertolking won hij een tweede AFI Award.
In 2012 vertolkte hij de schurk John Daggett in de superheldenfilm The Dark Knight Rises en kroop hij in zowel de misdaadfilm Killing Them Softly als The Place Beyond the Pines in de huid van een overvaller. Twee jaar later werkte hij met regisseur Ridley Scott samen aan diens Bijbelse avonturenfilm Exodus: Gods and Kings.
In 2015 vertolkte Mendelsohn het hoofdpersonage Danny in het Netflix-drama Bloodline.
In 2016 speelde hij de rol van Director Orson Krennic in de eerste Star Wars-spin-off Rogue One: A Star Wars Story. Mendelsohn keerde terug in deze rol voor twee afleveringen het tweede seizoen van de televisieserie Andor op Disney+.  Sinds 2019 verschijnt Mendelsohn in het Marvel Cinematic Universe als Talos, hij verschijnt in de films Captain Marvel en Spider-Man: Far From Home.

## Filmografie

### Film
| - The Still Point (1986) - The Year My Voice Broke (1987) - Lover Boy (1989) - The Big Steal (1990) - Nirvana Street Murder (1990) - Return Home (1990) - Quigley Down Under (1990) - Spotswood (1992) - Say a Little Prayer (1993) - Map of the Human Heart (1993) - Sirens (1994) - Metal Skin (1994) - Idiot Box (1996) - Cosi (1996) - True Love and Chaos (1997) - Amy (1997) - Love Brokers (1999) - Vertical Limit - Malcolm Bench (2000) |  | - Sample People (2000) - Mullet - Eddie 'Mullet' Maloney (2001) - Second Chance - Dr. Larry Stewart (2005) - Black and White - Rupert Murdoch (2002) - The New World - Ben (2005) - $9.99 - Lenny Peck (2008) - Australia - kapitein Dutton (2008) - Knowing - Phil Beckman (2009) - Prime Mover - Johnnie (2009) - Beautiful Kate - Ned (2009) - Animal Kingdom - Andrew 'Pope' Cody (2010) - Needle - rechercheur Meares (2010) - Killer Elite - Martin (2011) - Trespass - Elias (2011) - Killing Them Softly - Russell (2012) - The Dark Knight Rises - John Daggett (2012) - The Place Beyond the Pines - Robin (2012) - Starred Up - Neville Love (2013) |  | - Lost River - Dave (2014) - Exodus: Gods and Kings - viceroy Hegep (2014) - Black Sea - Fraser (2014) - Slow West - Payne (2015) - Mississippi Grind - Gerry (2015) - The Adventures of Beatle - Kyle Sullivan (2015) - Una - Ray (2016) - Rogue One: A Star Wars Story - Director Orson Krennic (2016) - Darkest Hour - koning George VI (2017) - Ready Player One - Sorrento (2018) - Robin Hood - Sheriff van Nottingham (2018) - The Land of Steady Habits - Anders Harris (2018) - Captain Marvel - Talos (2019) - Spider-Man: Far From Home - Talos (2019) - The King - koning Henry IV (2019) - Babyteeth - Henry Finlay (2019) - Spies in Disguise - Killian (2019) (stem) - To Catch a Killer - Lammark (2023) - The Marsh King's Daughter - Jacob-(2024) |

### Televisie (selectie)
- A Country Practice - Luke Dawson (1985)
- Neighbours - Warren Murphy (1986-1987)
- The Flying Doctors - Brad Morris (1987-1989)
- Roughnecks - Joe 90 (1994)
- Police Rescue - Dean Forman (1995)
- Halifax f.p. - Peter Donaldson (1995)
- Farscape - Sko (2002)
- The Secret Life of Us - Rob (2005)
- Love My Way - Lewis Feingold (2006-2007)
- Girls - Salvatore Johansson (2013)
- Axe Cop - Ben (2013-2015)
- Bloodline - Danny Rayburn (2015-2017)
- The Outsider - Ralph Anderson (2020)
- Secret Invasion - Talos (2023)
- Andor - Director Orson Krennic (2025)

- Bibliothèque nationale de France: cb15038452r (data)
- Dictionary of Australian Artists: ben-mendelsohn
- Gemeinsame Normdatei: 1060350173
- International Standard Name Identifier: 0000 0003 7450 401X
- Library of Congress Control Number: no2004082206
- MusicBrainz: a57fd423-54cb-4dc1-a72e-403b168a14ff
- Nationale Bibliotheek van Tsjechië: xx0217045
- Nationale Bibliotheek van Israël: 987007438708105171
- Nederlandse Thesaurus van Auteursnamen: 33702457X
- Système universitaire de documentation: 182192857
- Virtual International Authority File: 78495269
- WorldCat: E39PBJtH7F7bfjD8jmRfqy7rbd